# Непотоплюваний Сем
Непотоплюваний Сем (англ. Unsinkable Sam), також відомий, як Оскар та «Кіт з Бісмарка» — корабельний кіт, який, за повідомленнями тогочасної преси, в роки Другої світової війни послідовно служив на німецькому лінкорі «Бісмарк», британському есмінці «Козак» та британському авіаносці «Арк Роял» і пережив загибель усіх трьох кораблів. Помер 1955 року у Великій Британії.

## Служба

### «Бісмарк»

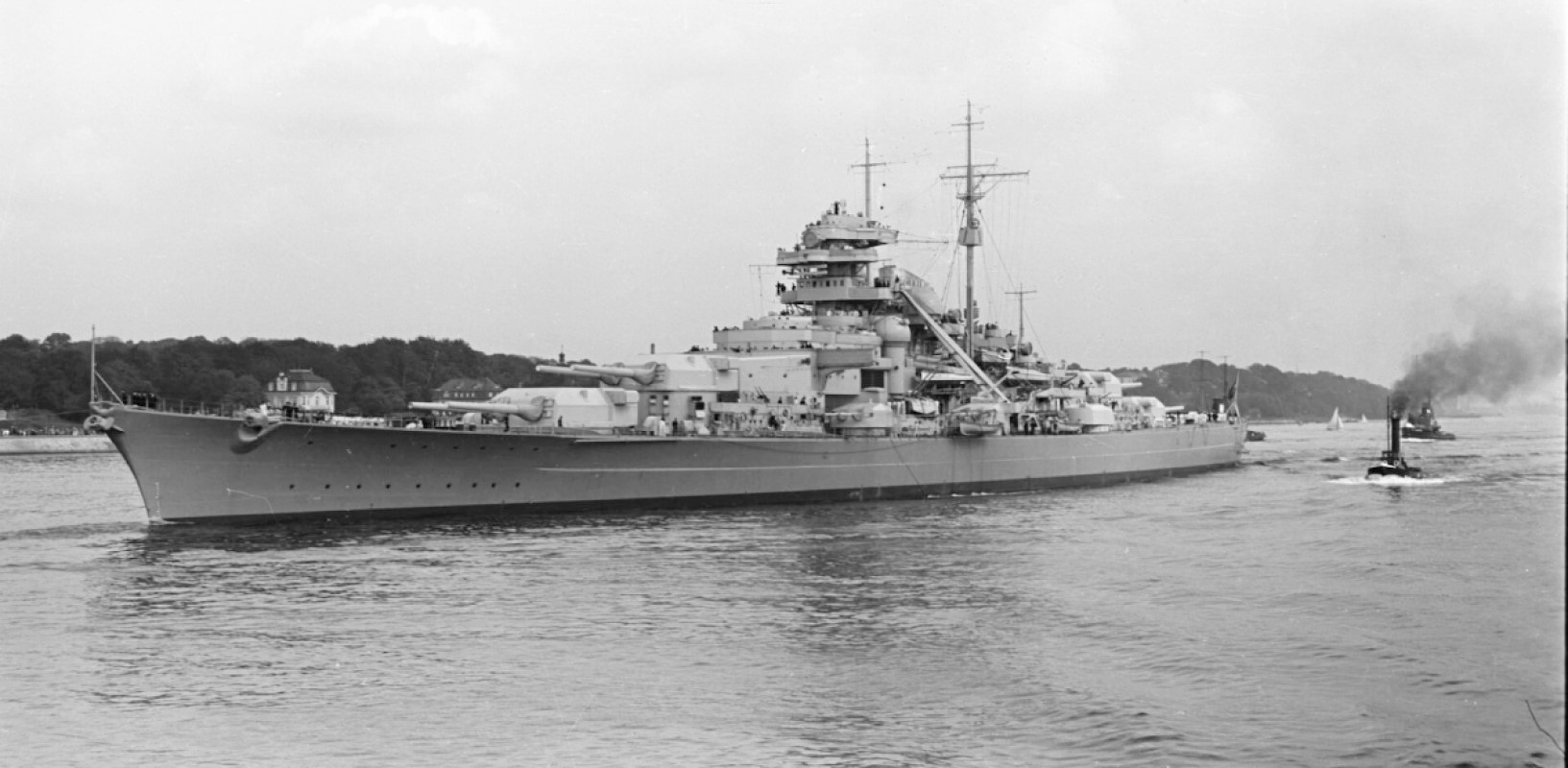
Лінкор «Бісмарк»

На борт німецького лінкора «Бісмарк» кота чорно-білого забарвлення приніс невідомий матрос. 18 травня 1941 корабель вийшов з Готенхафена з наказом топити британські торгові судна, а дев'ять днів по тому, 27 травня, лінкор було потоплено британською ескадрою. З екіпажу корабля врятувалися лише 115 моряків з 2200. Кілька годин по тому кота, що плавав на уламках корабля, помітили англійські моряки з есмінця «Козак» який повертався на базу. Кота підняли на борт, натомість екіпажу есмінця не вдалося врятувати жодної людини з німецького корабля. Не знаючи справжнього прізвиська кота, англійські моряки назвали його Оскаром. Ім'я походило від Міжнародного зводу сигналів для літери «О», що означає «людина за бортом».

### «Козак»

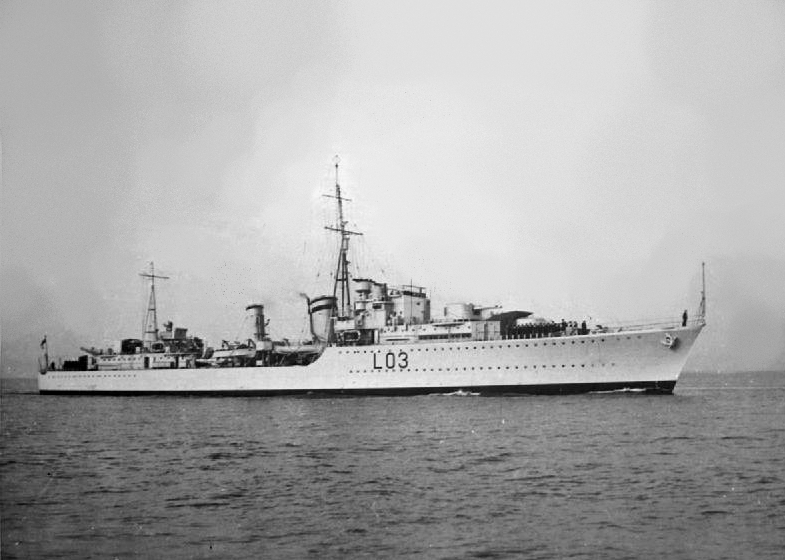
Есмінець «Козак»

Наступні кілька місяців Оскар перебував на борту есмінця, який у той час супроводжував кілька конвоїв у Середземному морі та Північній Атлантиці. 23 жовтня 1941 «Козак» перебував в ескорті конвою HG-75, який ішов з Гібралтара до Ліверпуля, коли його торпедував німецький підводний човен «U-563». Частина екіпажу, що вижила, перейшла на есмінець «Ліджен», а відбуксирувати важко пошкоджений корабель назад до Гібралтару не вдалося через погіршення погодних умов. 27 жовтня есмінець затонув. Німецька торпеда, що потрапила в носову частину корабля, стала причиною загибелі 159 англійських моряків, проте Оскар вижив і цього разу. Після загибелі «Козака» він деякий час перебував на березі в Гібралтарі.

### «Арк Роял»

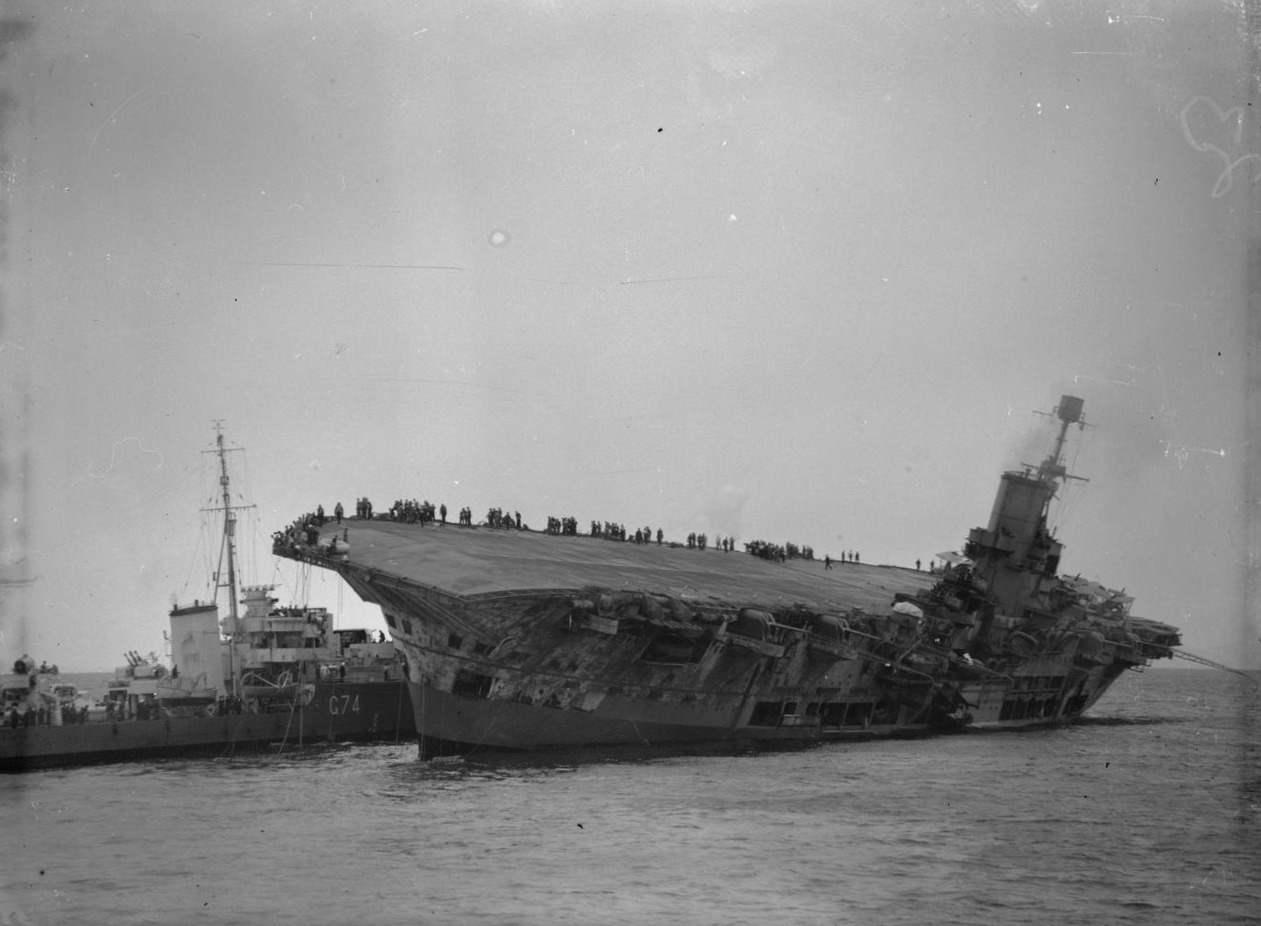
Авіаносець «Арк Роял»

Після загибелі есмінця «Козак» кіт отримав від англійців прізвисько «Непотоплюваний Сем» і був переведений на авіаносець «Арк Роял», літаки якого посприяли знищенню його першого корабля, «Бісмарка». Однак на новому кораблі Сем довго не затримався, оскільки вже 14 листопада авіаносець, повертаючись з Мальти, був торпедований німецьким підводним човном U-81. Спроби взяти на буксир потопаючий корабель знову виявилися марними й «Арк Роял» затонув за 30 миль на схід від Гібралтара. Однак всі, окрім одного члена екіпажу, а з ними й Сем, були врятовані суднами, які прийшли на допомогу. Кількох моряків, які разом із Семом чіплялися за уламки корабля, підібрав патрульний катер. Екіпаж було переведено спочатку на есмінець «Лайтнінг», а після — на есмінець «Легіон», який брав участь у порятунку Сема раніше. «Легіон» було потоплено чотири місяці по тому, 26 березня 1942 року в результаті авіанальоту, а «Лайтнінг» потоплено німецьким торпедним катером «S-55» 12 березня 1943 року.

## Подальше життя
Після загибелі авіаносця кота вирішили залишити на березі. Деякий час Сем жив у канцелярії генерал-губернатора Гібралтару, але невдовзі його відіслали до Великої Британії. Закінчення війни він зустрів у Белфасті. Непотоплюваний Сем помер на березі 1955 року. Пастельний малюнок героїчного кота, виконаний художницею Джорджиною Шоу-Бейкер, нині зберігається в Національному морському музеї в Гринвічі.